# Nava de Roa (kommunhuvudort)
Nava de Roa är en kommunhuvudort i Spanien.   Den ligger i provinsen Provincia de Burgos och regionen Kastilien och Leon, i den centrala delen av landet, 130 km norr om huvudstaden Madrid. Nava de Roa ligger 788 meter över havet och antalet invånare är 240.
Terrängen runt Nava de Roa är varierad. Nava de Roa ligger nere i en dal. Runt Nava de Roa är det mycket glesbefolkat, med 6 invånare per kvadratkilometer. Närmaste större samhälle är Roa, 9,8 km norr om Nava de Roa. Trakten runt Nava de Roa består till största delen av jordbruksmark.